# Sotkulor
Sotkulor (Diderma) är ett släkte av slemsvampar, först beskrivet av Christiaan Hendrik Persoon. I Sverige återfinns 18 arter.
Typart för släktet är Diderma globosum.